# 原泳海象属
原泳海象属（学名：Proneotherium）是海象科下的一个属。

## 下属物种
本属包括以下物种：
- 雷氏原泳海象 Proneotherium repenningi Kohno et al., 1995，雷佩宁原泳海象